# Cimetière d'Antony
Le cimetière communal d'Antony (Hauts-de-Seine) s'étend sur sept hectares, répartis de part et d'autre de la rue de Châtenay. Accueillant 15 000 concessions, il est divisé en deux parties : l'ancien cimetière et le nouveau, créé en 1981. Le cimetière actuel a remplacé en 1820 le cimetière qui se trouvait devant l'église Saint-Saturnin. Antony doit beaucoup à de nombreuses personnalités qui ont œuvré pour son développement ou sa renommée. Certains font l'objet d'articles détaillés, tel qu'Auguste Mounié. Pour d'autres, on trouvera ci-dessous de brèves notices.

## Le calvaire
Érigé par M. Paulet, en action de grâce d’un voyage effectué en 1816 et 1817 à Rome, le calvaire que l’on voit aujourd’hui dans l’ancien cimetière, dominait autrefois le carrefour de l’ancienne rue de la Mairie et de la route d’Orléans, aujourd’hui angle de la rue Auguste-Mounié et de la N20.

## Les monuments aux morts

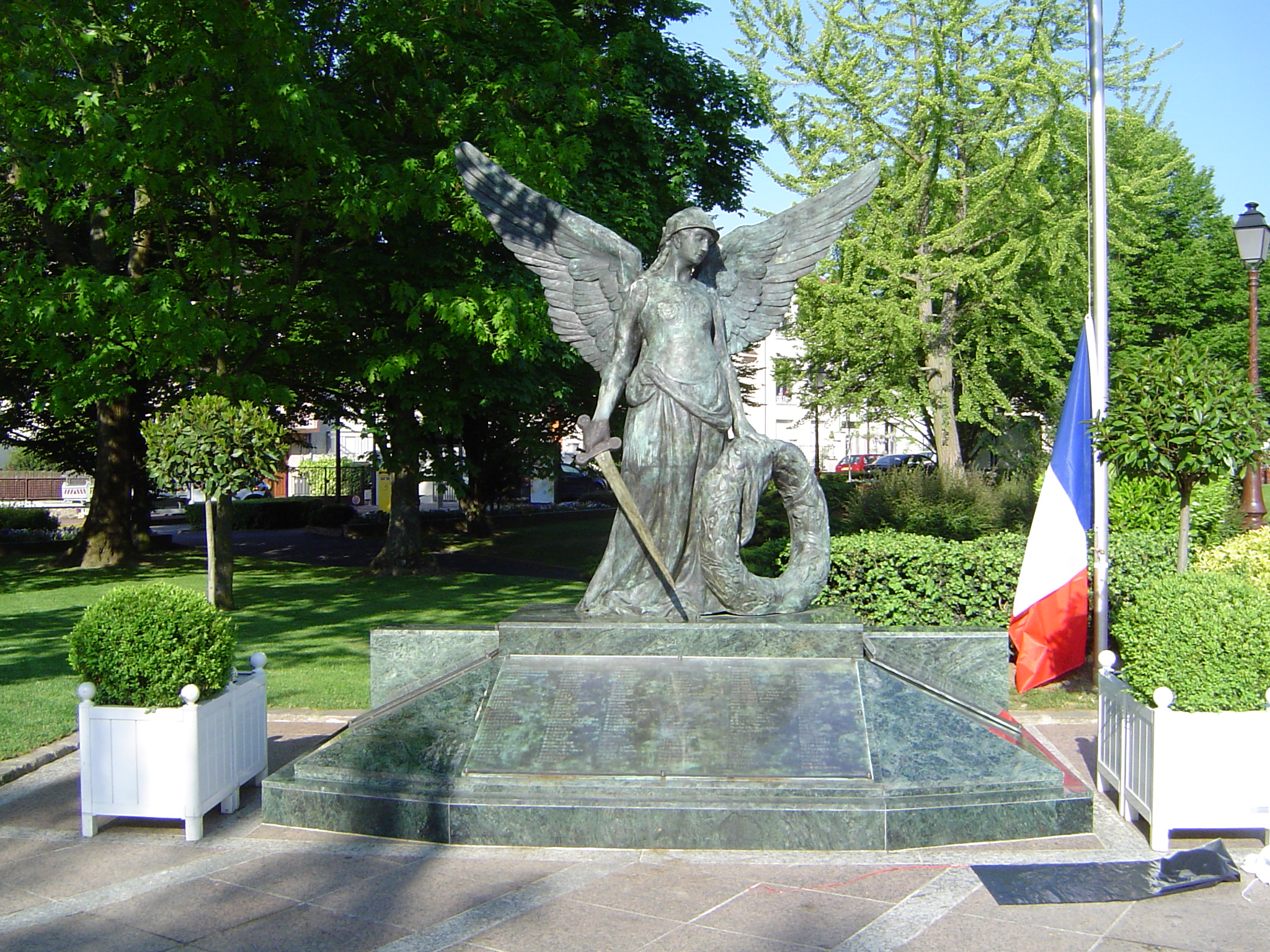
Monument aux morts, exemplaire placé près de l'hôtel de ville en 2000.

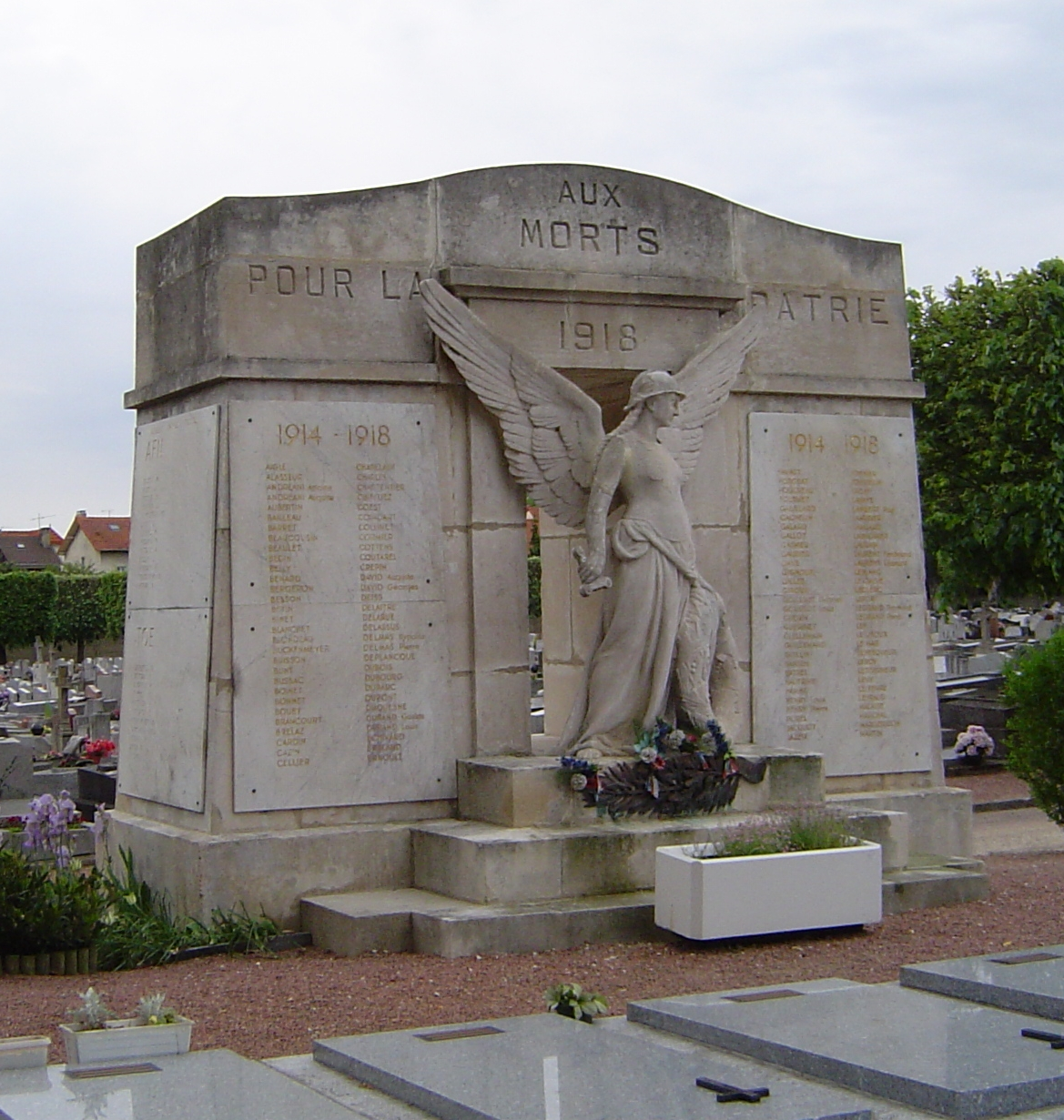
Monument aux morts, au cimetière

En 1920, un comité est créé pour l'érection d'un monument aux soldats morts pour la France. Le projet de Julien Mérot (sculpteur) est approuvé en 1921 et le monument érigé en 1922 avec le concours du marbrier Grillot. C'est un monument de très grande taille : 4,10 m de haut, 4,80 m de longueur et 4,50 m de largeur. Le monument aux morts d'Antony représente une victoire affligée et témoigne du passé et des deuils qui ont frappé tant de familles antoniennes. Il avait été érigé, après la Première Guerre mondiale sur la place de la Mairie, et a été déplacé au cimetière, près du carré militaire, en 1999. Un second monument, copie en bronze faite à partir d'un moulage de la statue du monument d'origine, a été réalisé et érigé devant le nouvel hôtel de ville. L'inauguration a eu lieu le 8 mai 2000.

## Les tombes d'illustres Antoniens

### Flaminio Bertoni

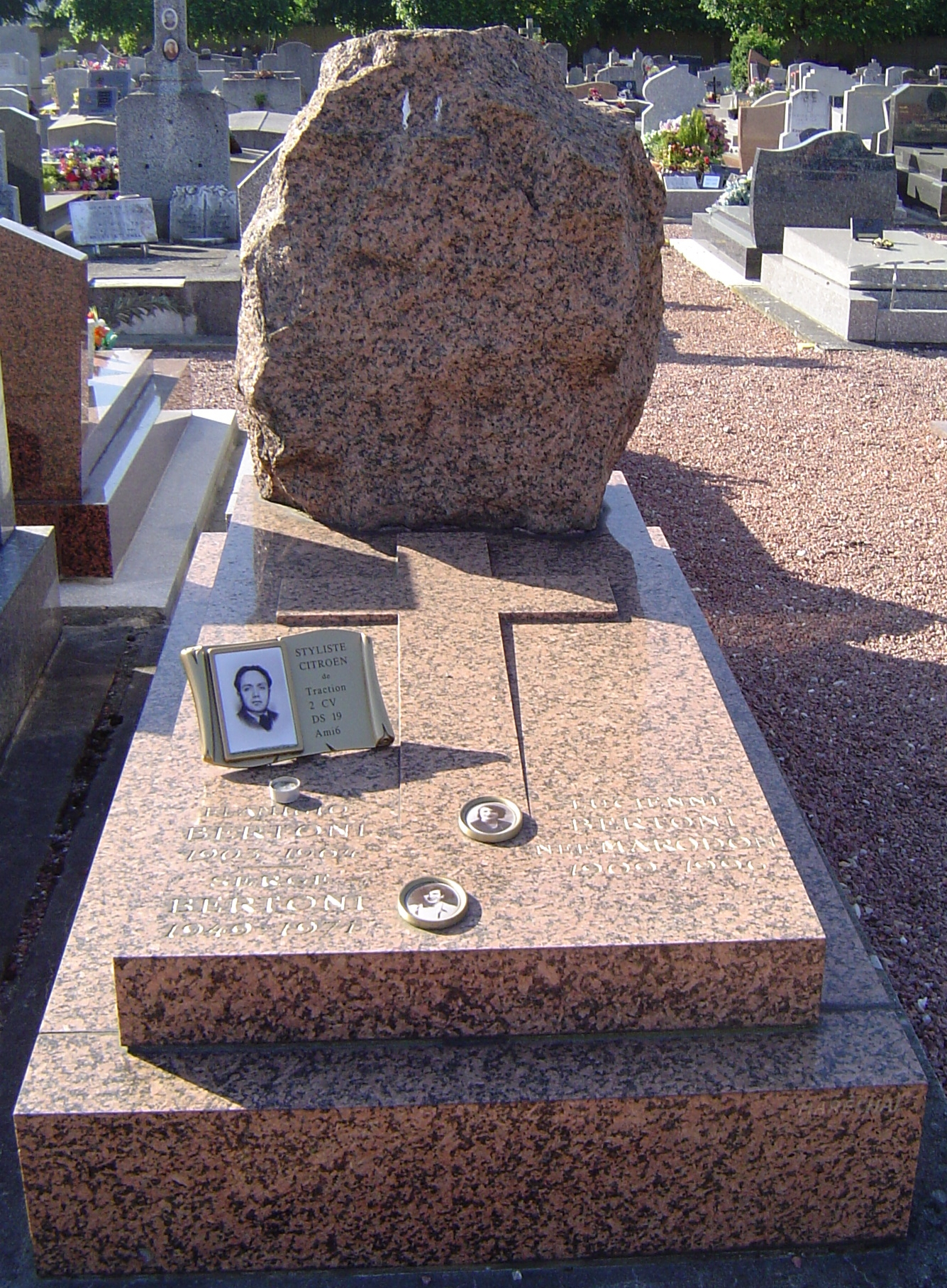
Tombe de Flaminio Bertoni

Flaminio Bertoni (1903-1964) est un sculpteur et un designer automobile italien. Il a terminé sa carrière comme architecte.
Ce designer automobile a fait la majorité de sa carrière chez Citroën où il a travaillé de 1932 à 1964. Il est le père de la Traction Avant, de la Mathis 333, de la 2CV, de la DS et de l'Ami 6.

### Richard Guino

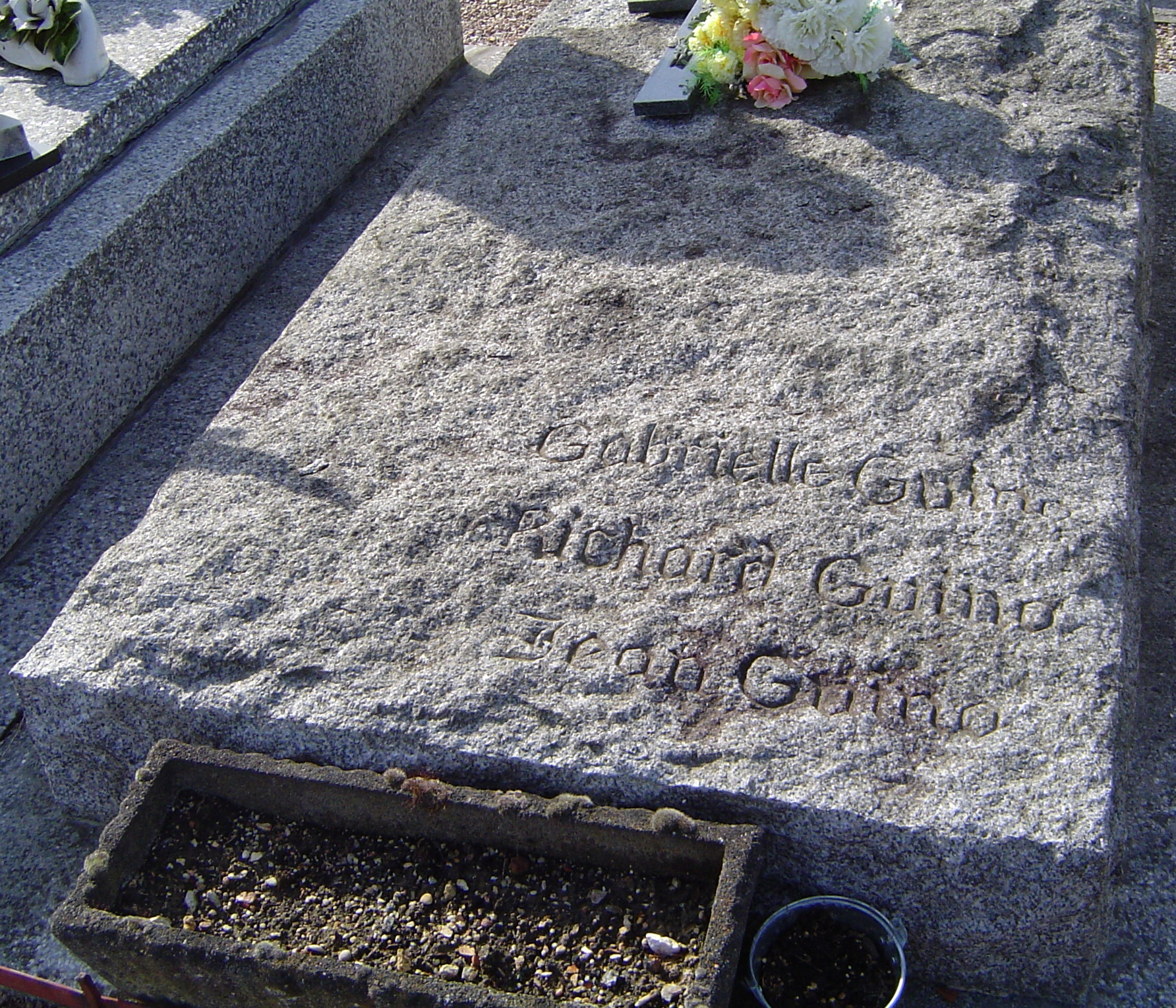
Tombe de Richard Guino

Richard Guino (1890-1973), enterré à Antony, est un sculpteur d'origine catalane.
Son œuvre est une ode à la féminité qui ravive l’idéal de beauté méditerranéen. Richard Guino opère une synthèse pleine de sensualité entre classicisme et modernité, caractérisée par une grande variété de matériaux et de techniques - bois, cire, marbre, bronzes, terres cuites, plâtres, ivoires, verres, céramiques, majoliques, dessins et peintures… Sa fructueuse collaboration avec Auguste Renoir constitue un épisode singulier de l’histoire de l’art.
En 1925, il obtient la nationalité française et épouse Gabrielle Borzeix, ils auront six enfants : Georges, Claude, Evelyne et trois artistes : Michel Guino, sculpteur, Marie Guino-Ronchi, peintre et Jean Borzeix, disparu prématurément. Guino s’installera avec sa nombreuse famille dans un atelier à Antony, à côté de son ami photographe Bougourd, qui faisait partie de la joyeuse bande d’artistes qui animait la rue Daguerre.

### Pierre Kohlmann

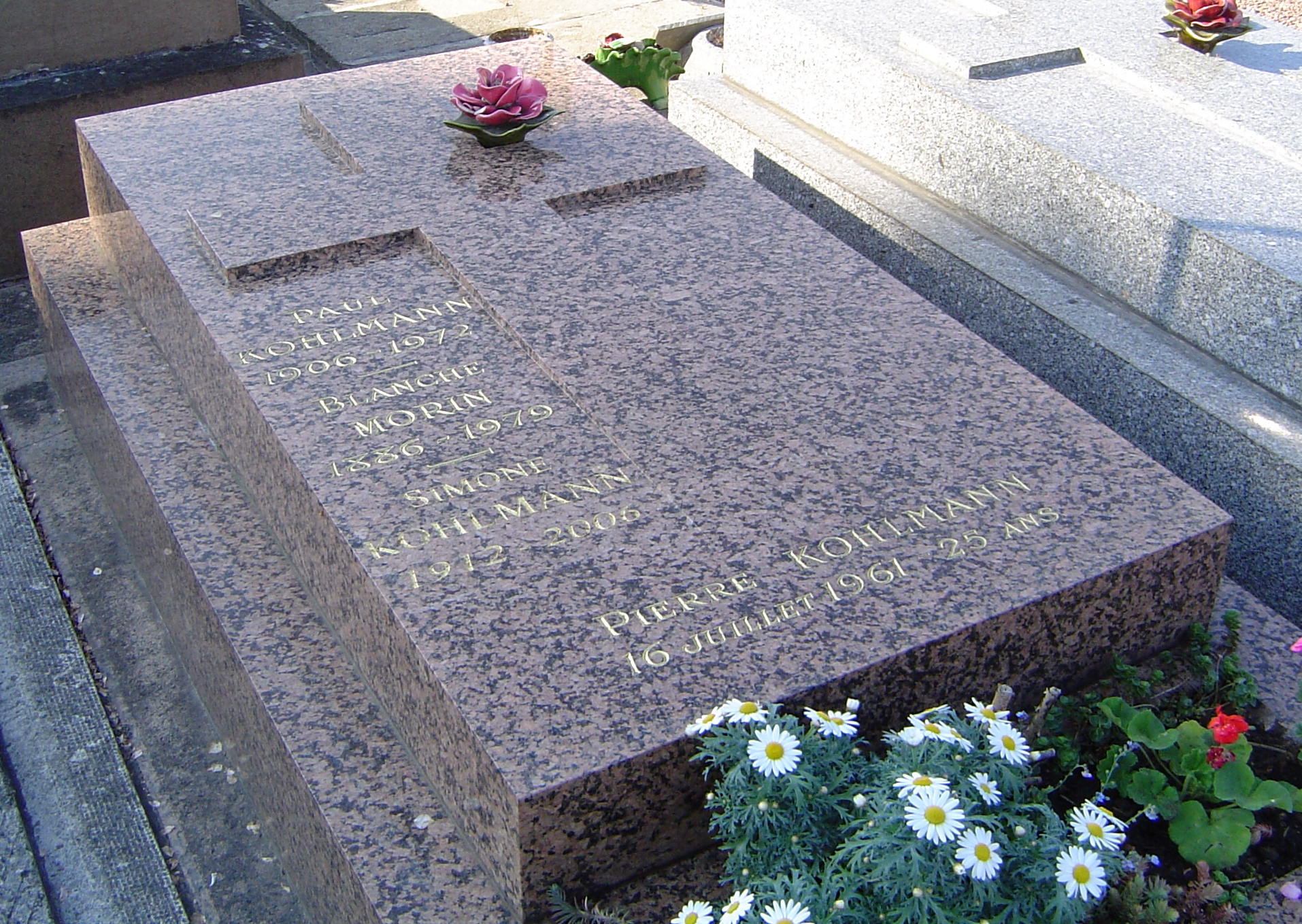
Tombe de Pierre Kohlmann

Né à Paris le 24 août 1935, Pierre Kohlmann fait connaissance en 1951 avec les routiers-scouts animés par Paul Roze. Après des entraînements sur les rochers de Fontainebleau avec René Desmaison notamment, il s’attaque au massif du Mont-Blanc, puis il réussit des courses très difficiles dans les Dolomites avec René Demaison et Pierre Mazeaud. Il conçut et mit au point un entraînement pour jeunes aveugles qui leur permit d’aborder l’escalade et le ski. Il connut une mort tragique le 16 juillet 1961 lors d’une tentative d'ascension du pilier central du Frêney sur le versant italien du mont Blanc, après avoir dû lutter plusieurs jours contre la foudre, la neige et le vent.
Une rue ainsi qu’une association antonienne d’aide aux jeunes portent son nom.

### Maurice Labrousse

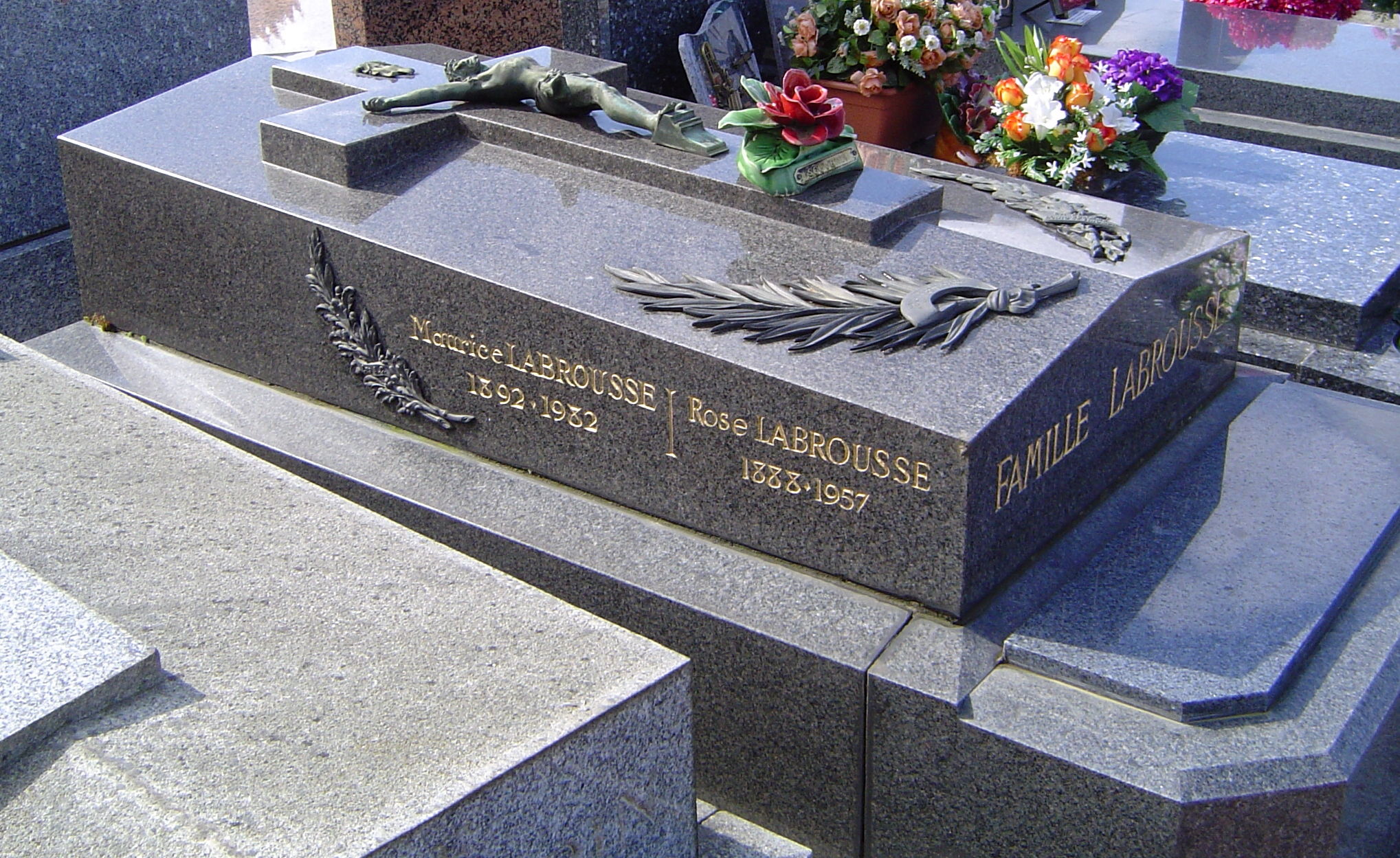
Tombe de Maurice Labrousse

Né à Allassac en Corrèze, le 10 avril 1892, Maurice Labrousse est tenté très jeune par l’aviation naissante. Il obtient un brevet de pilote en 1911. Volontaire pour le front en 1914, il participe à la campagne d’Alsace. Blessé une première fois sur la Somme en 1916, puis une seconde fois plus grièvement, il est alors affecté au service de fabrication des avions. Après la guerre, il défend les droits des anciens combattants et victimes de guerre. Il s’installe à Antony en 1922 et devient président de l’UMAC en 1937. En 1939, il travaille toujours au ministère de l’Air qu’il suit à Toulon, puis à Chatel-Guyon durant l’exode. Il rentre à Antony en 1943 et s’enrôle dans la section locale du MLN dirigée par Henri Lasson. Il fait alors fonction de maire-adjoint jusqu’aux élections municipales de mai 1945. Maurice Labrousse est mort à Antony le 30 mai 1982.
La rue Maurice-Labrousse porte son nom à Antony.

### Prosper Legouté

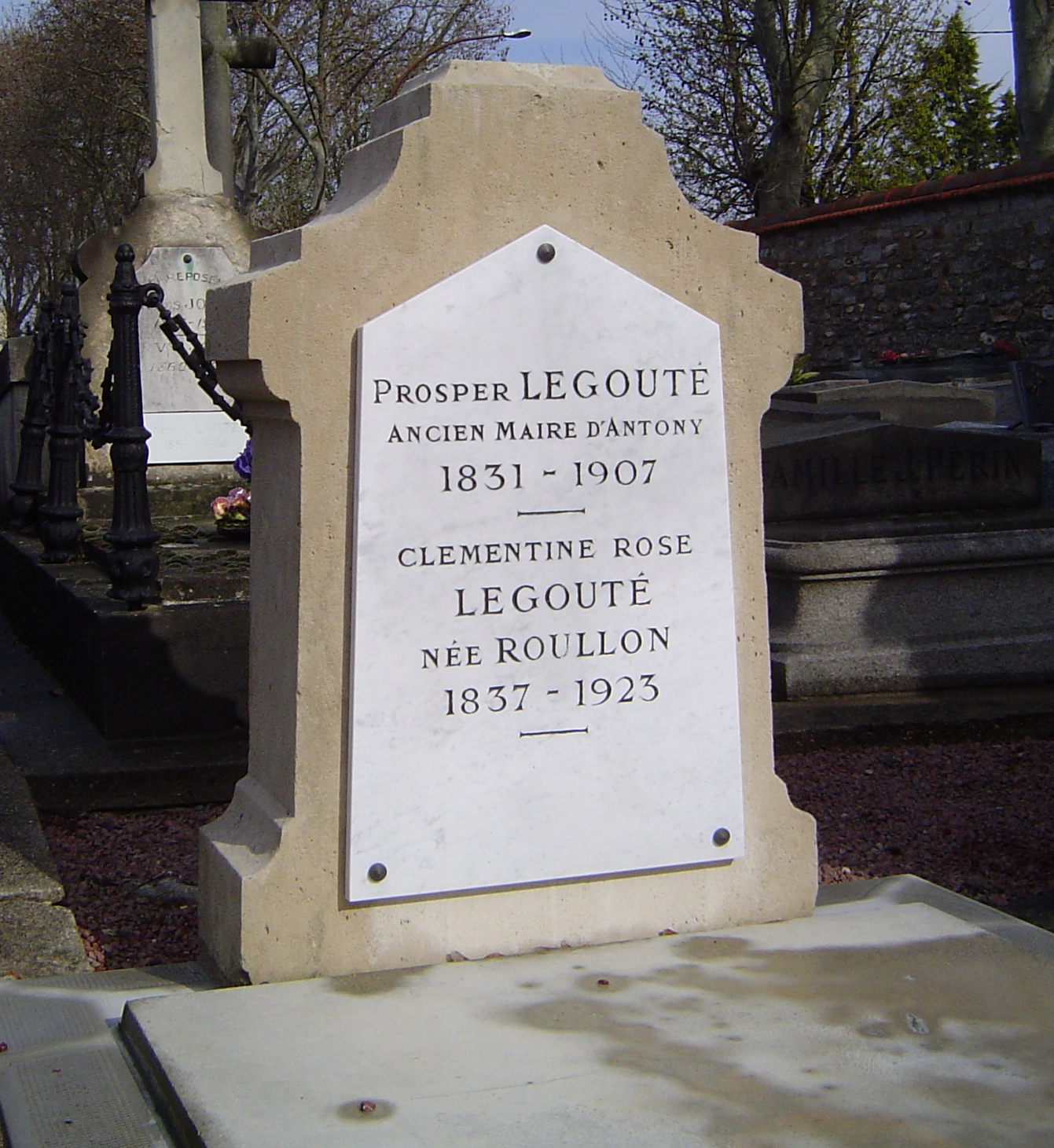
Tombe de Prosper Legouté

Né le 25 juin 1831, conseiller municipal sous le mandat de Louis Langlois, il fut maire d’Antony du 16 mai 1896 au 19 mai 1900. C’était un cultivateur qui possédait des bâtiments qui ont été détruits en 1986 pour élargir la rue du Pont-aux-Anes et la modernisation du quartier. Prosper Legouté est mort à Antony le 28 mars 1907.
La rue Prosper-Legouté et un passage portent son nom à Antony

### Auguste Mounié

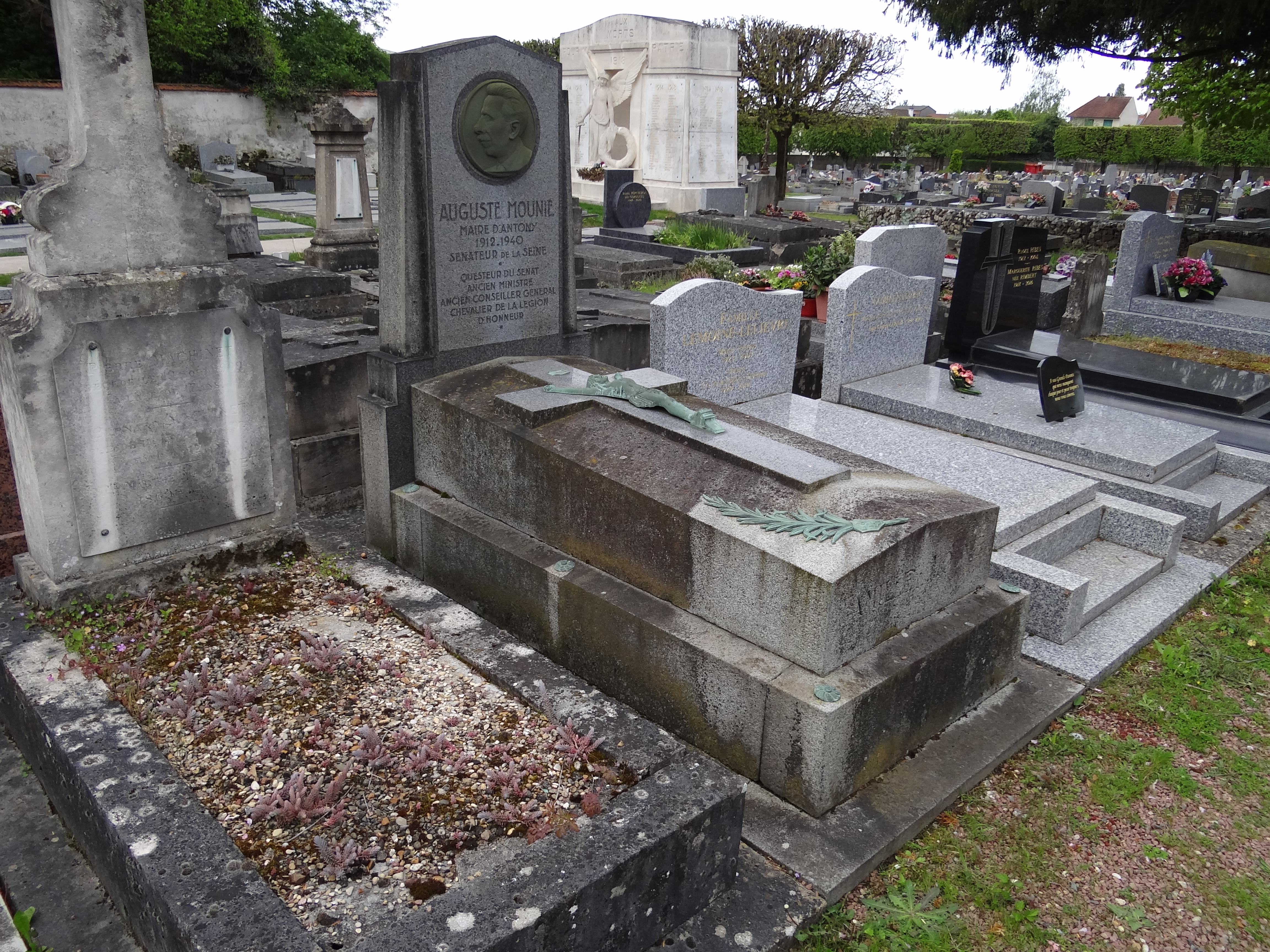
Tombe d'Auguste Mounié

Auguste Mounié (1876-1940), pharmacien de profession, est un homme politique français. Conseiller municipal d'Antony en 1908, il fut élu maire en 1912, fauteuil qu'il occupa jusqu'à sa mort en 1940. Il est mort dans son bureau à la mairie. Il est enterré au cimetière d'Antony. Il fut sénateur de la Seine, puis nommé sous-secrétaire d'État au travail en 1930 et questeur au Sénat en 1939. 
L'essentiel de son énergie fut toutefois consacrée au développement d'Antony qui passa, sous sa mandature, de 3 000 à 22 000 habitants. Il s'est essentiellement intéressé aux mal-lotis, ce qui lui valut le 10 mars 1935 le titre de "père des mal-lotis" dans le journal Le Quotidien.
Le conseil municipal d'Antony, réuni le 2 février 1941, décida d'attribuer son nom à la place des Écoles, place principale de la commune. La rue Auguste-Mounié, principale rue commerçante d'Antony, porte aujourd'hui son nom.

### Georges Suant

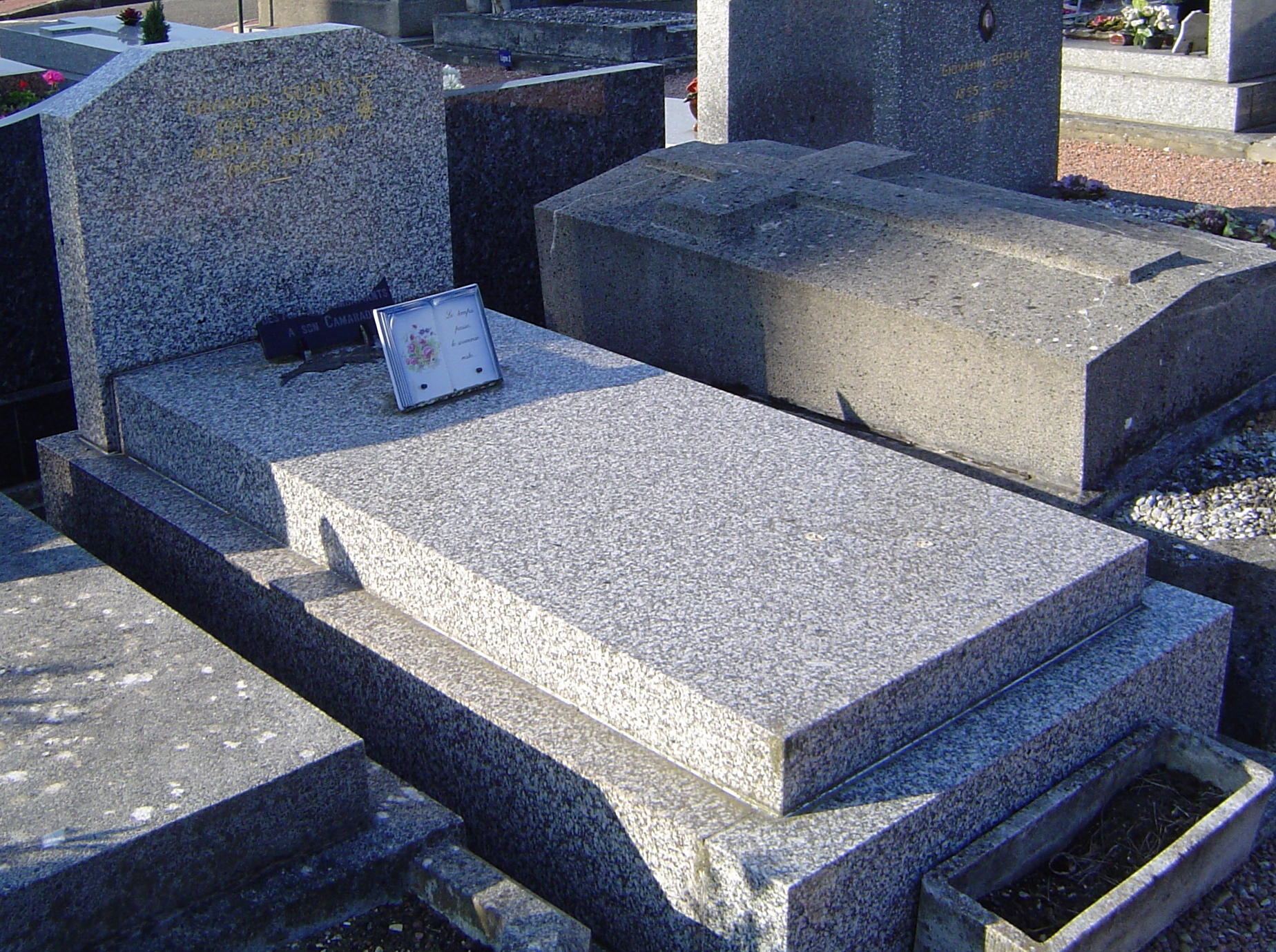
Tombe de Georges Suant

Né à Roubaix le 28 février 1913, Georges Suant fut professeur de lettres dans différents lycées dont le lycée Descartes de 1958 à 1968. Élu conseiller municipal en 1947, il fut élu maire en 1955 puis réélu jusqu’en 1977. Il fut également conseiller général et président du Conseil général en 1965. En janvier 1977, il perd la mairie à cause de la démesure de son programme d’urbanisme rejeté en grande partie par les commerçants. Georges Suant et ses équipes successives ont fait face à une augmentation très rapide de la population, passant de 24 512 habitants en 1955 à 57 795 en 1975. Georges Suant est mort à Cosne-Cours-sur-Loire le 16 septembre 1993.
La rue Georges-Suant porte son nom à Antony ainsi que le stade municipal (anciennement Salvador Allende).

### Maurice Ténine

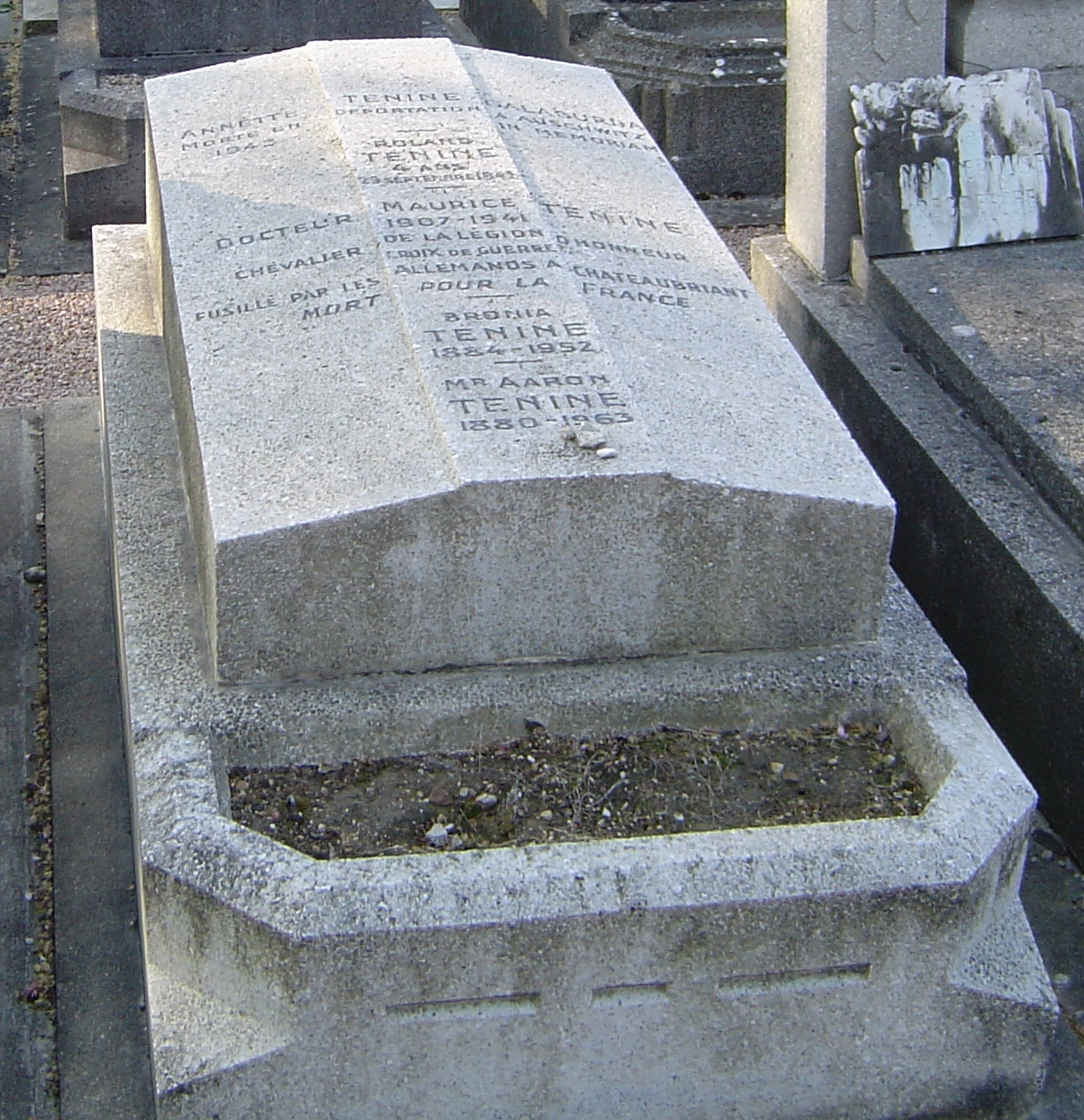
Tombe de Maurice Ténine

Né à Alexandrie en Égypte le 14 février 1907 de parents émigrés russes, Maurice Ténine obtient en 1935 le titre de docteur en médecine et s’installe à Fresnes. En 1937, il est élu conseiller municipal communiste à la mairie de Fresnes. Il vient exercer à Antony en 1938. Il est interné administrativement le 17 février 1941 à la prison de Clairvaux puis en mai à Châteaubriant et exécuté comme otage avec vingt-six autres prisonniers communistes le 22 octobre 1941. Son corps a été ramené à Antony le 12 mai 1945. Sa femme, réfugiée près de Nice, fut victime d’une rafle en octobre 1943. Déportée à Drancy, puis en Allemagne, elle mourut au camp d’Auschwitz.
Chaque année, une cérémonie a lieu près de sa tombe, en mémoire des martyrs de Châteaubriant. Une avenue porte son nom à Antony.

## Illustrations

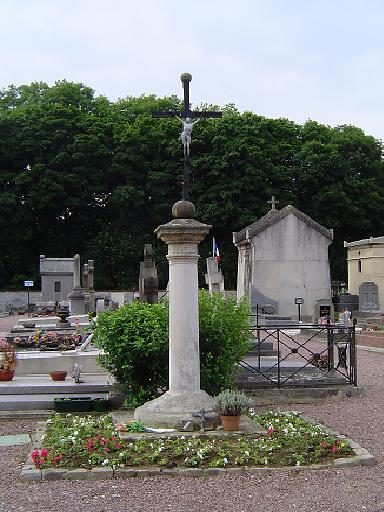
Calvaire du cimetière.
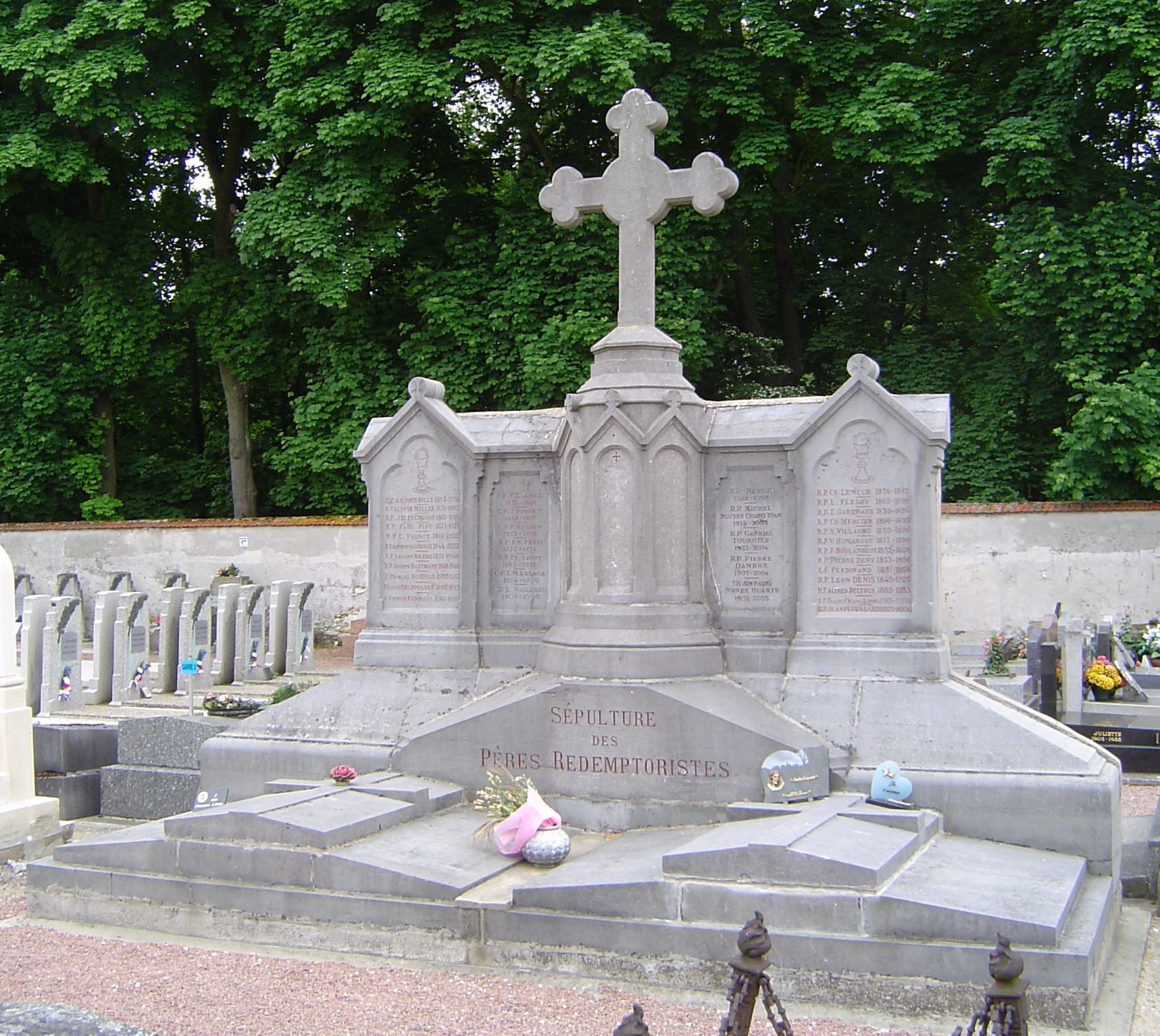
Sépulture des Pères rédemptoristes d'Antony.
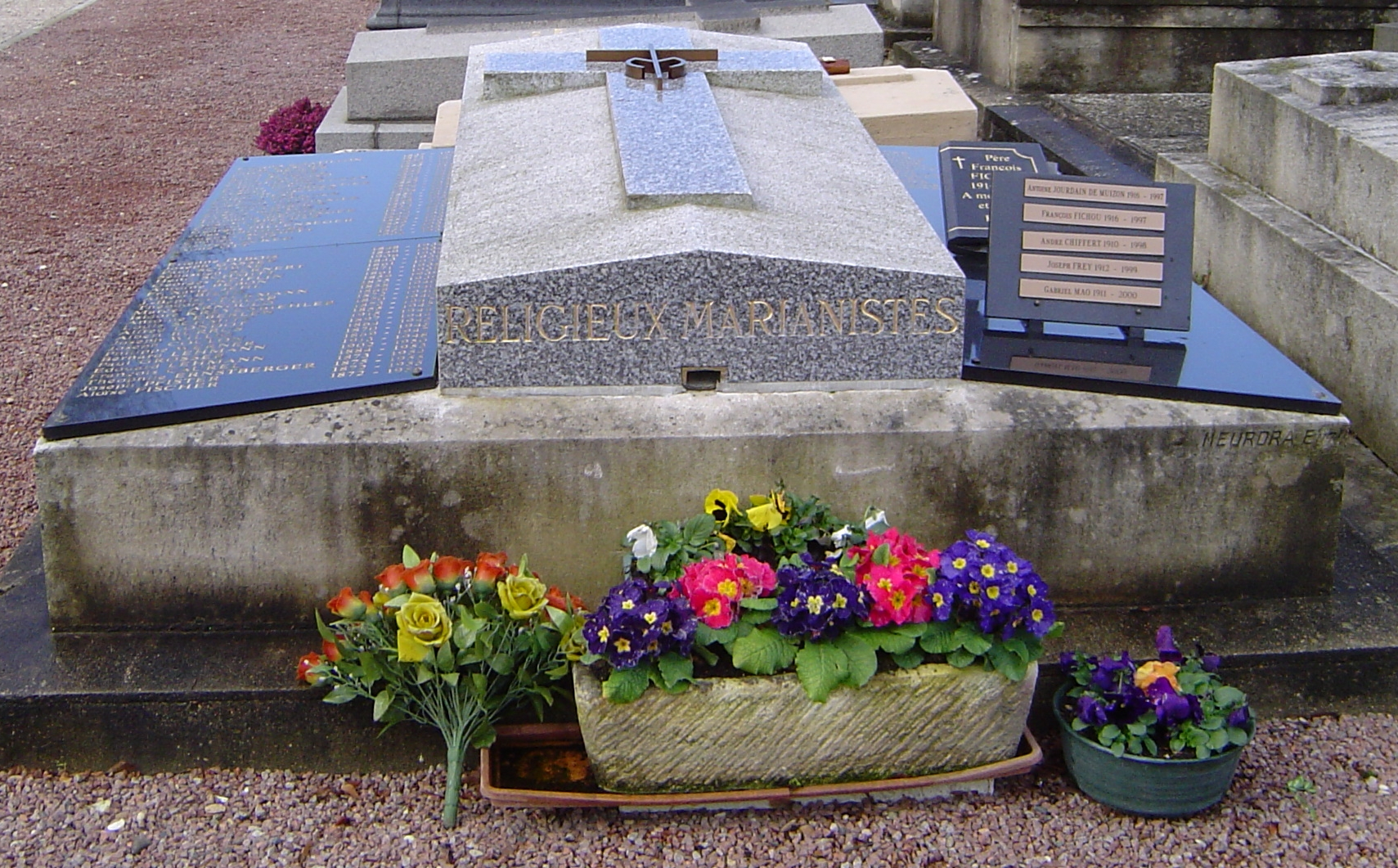
Tombe des Pères marianistes.
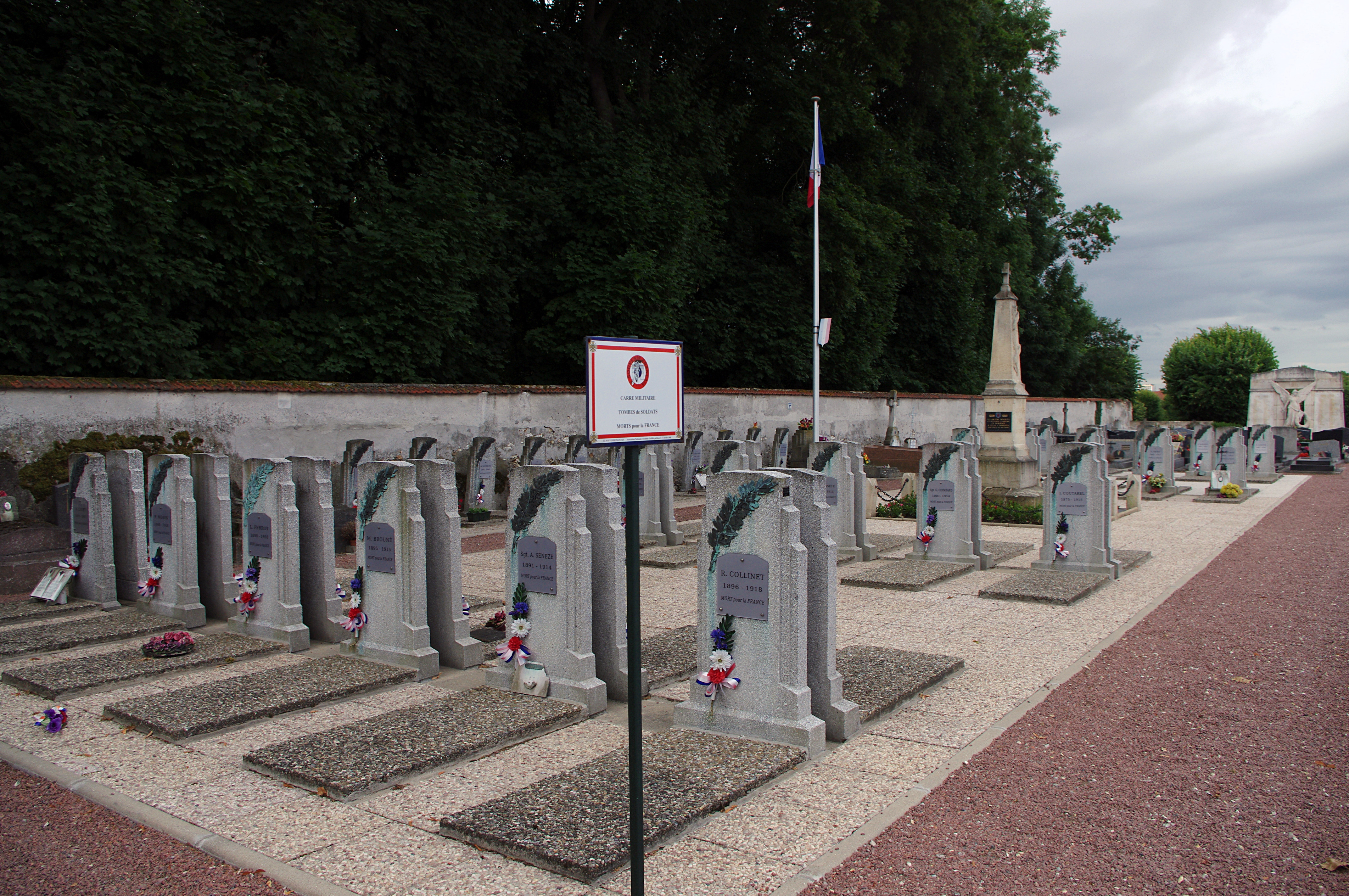
Carré militaire.
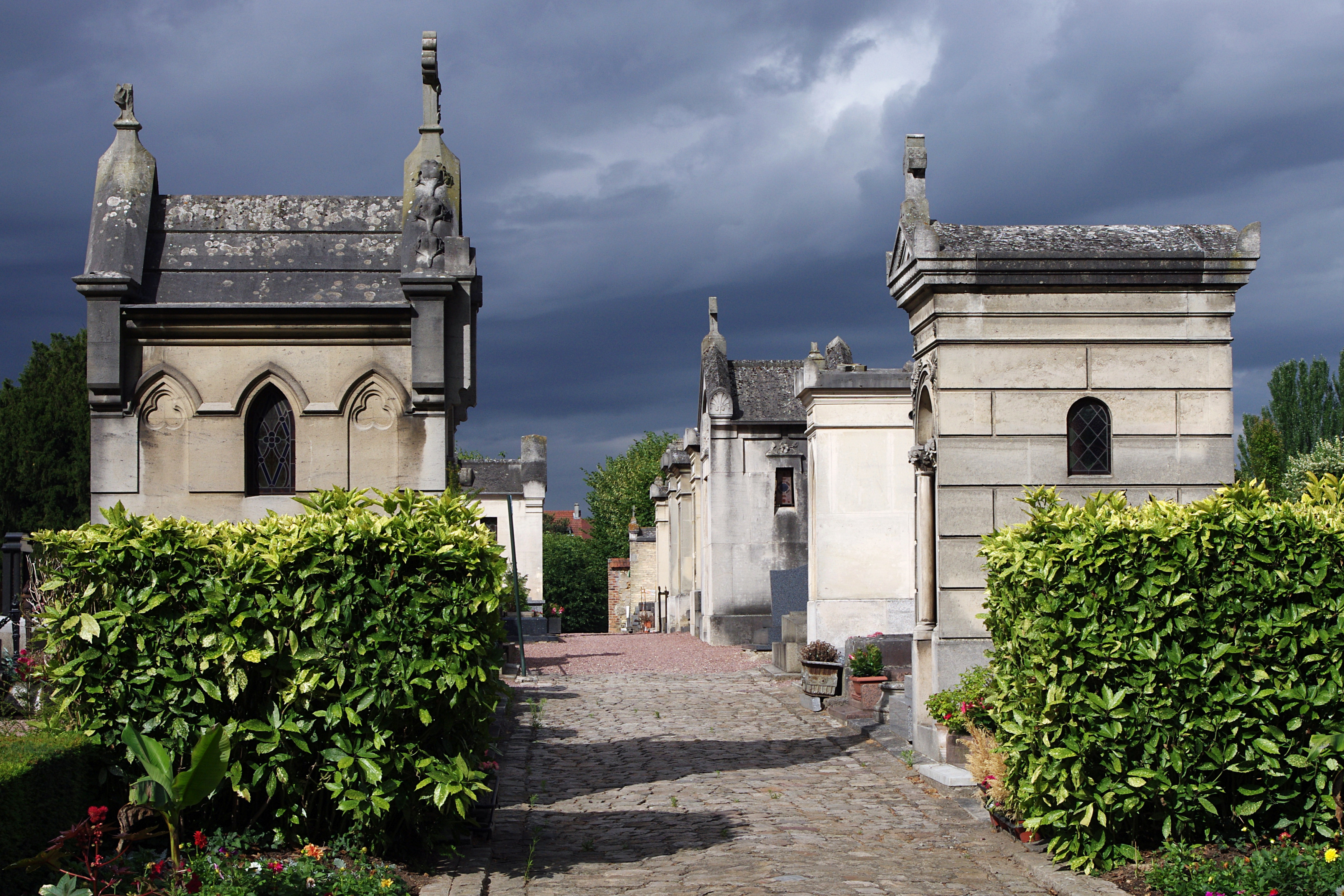
Vue d'une allée de chapelles funéraires.

## Pour approfondir